# Fiato
Fiato è un album del cantante italiano Goran Kuzminac, pubblicato nel 2012.

## Tracce
1. Cerco una donna – 3:55
2. Fantasia – 3:43
3. Il respiro degli amanti – 3:20
4. Ogni volta che mi tocchi – 4:16
5. Cose che ci uccidono – 3:46
6. Gkolo – 2:37
7. Corro come nuvola – 3:47
8. Carmen dal passo lungo – 3:46
9. Tienimi con te – 4:26
10. Quello che ti do – 3:48
11. Per nessuno – 4:12
12. Improbabilfantasi – 3:29
13. Se fossi una mosca – 4:09